# Quake III Arena
Quake III Arena — відеогра жанру шутера від першої особи, видана компанією id Software 2 грудня 1999 року, третя в серії ігор Quake і перша, що не має повноцінного одиночного режиму. В цій грі гравець виступає в ролі гладіатора, котрий бореться на аренах з допомогою зброї та високотехнологічного обладнання з іншими гладіаторами.
Серед помітних особливостей Quake III Arena — мінімалістичний дизайн, без рідко використовуваних предметів і функцій; широкі можливості налаштування параметрів гравця, таких як поле зору, деталізація текстур і модель ворога; а також розширені можливості пересування, такі як стрибки зі стрільбою і стрибки з ракетами.
Гра була високо оцінена рецензентами, які здебільшого описували ігровий процес як веселий та захопливий. Багатьом сподобалася чітка графіка та орієнтованість на багатокористувацький режим. Quake III Arena також широко використовувалася на професійних турнірах з електронних видів спорту, таких як QuakeCon, Cyberathlete Professional League, DreamHack та Кубок світу з електронних видів спорту.

## Ігровий процес

Приклад ігрового процесу

### Основи
Гравець керує бійцем-гладіатором, котрий бореться шляхом стрілянини з іншими бійцями на аренах задля досягнення поставленої в конкретному режимі цілі. Гравець завжди бачить інформацію про стан здоров'я персонажа і броні. На старті він озброєний тільки кулеметом і бійцівською рукавцею. На аренах розкидана зброя і бонуси, які після взяття з часом поновлюються на тому ж місці. Кожен вид зброї вимагає своїх боєприпасів, що збираються простим доторком до ящиків з ними, так само як і зброя й бонуси.
Бійці мають броню, яка приймає на себе атаки, від яких же псується. Стандартно рівень броні має 100 одиниць, але збиранням осколків броні можна набрати ще 100, по 5 за кожен осколок. Повноцінні бойова броня і важка броня додають 50 і 100 одиниць одразу. На початку бою всі гладіатори отримують по 125 одиниць здоров'я, яке спадає до 100. Бонуси трьох типів поповнюють його на 5, 25 і 50 одиниць, в тому числі понад 100.
Додатково на аренах можна знайти бойовий костюм, який тимчасово захищає від усіх шкідливих впливів, бонуси польоту, прискорення, невидимості, мегаздоров'я (додає 100 одиниць), четверних ушкоджень (тимчасово всі атаки стають вчетверо сильнішими), регенерації (здоров'я поступово зростає до 200 одиниць), першу допомогу (миттєво відновлює здоров'я до рівня 100) і телепорт (миттєво перекидає у випадкове місце).
На деяких аренах розміщені трампліни, двері, перемикачі, телепорти, але також і лава, прірви, «смертельний туман». Гра має п'ять рівнів складності, від найлегшого «I Can Win!» до найважчого «Nightmare!».

### Зброя
- Бійцівська рукавиця (англ. Gauntlet) — стартова зброя для ближнього бою, залізна рукавиця з пилкою. Завжди є в гладіатора і не вимагає жодних боєзапасів. Нею неможливо вбити здорового противника з одного разу, але за добивання рукавицею гладіатор отримує медаль і коментатор вигукне «Приниження!» (англ. Humiliation!).
- Кулемет (англ. Machine gun) — стартова зброя, що швидко вистрілює чергу слабких куль. Вимагає жовтих боєприпасів. Її постріли досягають цілі миттєво, але мають великий розкид, що зростає з відстанню і робить зброю неефективною проти далеких цілей.
- Дробовик (англ. Shotgun) — вистрілює дріб з великим розкидом, що робить дробовик ефективним на ближніх дистанціях. Вимагає помаранчевих боєприпасів. Постріли досягають цілі миттєво і завдають значних ушкоджень, але після кожного зброя мусить перезарядитися.
- Плазмова рушниця (англ. Plasma gun) — запускає чергу великих плазмо́їдів, які швидко летять по прямій. Вимагає пурпурових боєприпасів. Постріли завдають ушкоджень по площі, тому здатні вражати не лише взятого на приціл противника, а й сусідніх поблизу.
- Гранатомет (англ. Grenade launcher) — вистрілює гранати, які з затримкою вибухають, вражаючи всіх у невеликому радіусі. Вимагає зелених боєприпасів. Гранати автоматично вистрілюються під кутом, що разом із затримкою вибуху робить гранатомет зброєю передусім для засідок.
- Ракетомет (англ. Rocket launcher) — вистрілює по прямій ракету, що завдає важких ушкоджень як самій цілі, так і всім навколо. Вимагає червоних боєприпасів. Гладіатор може вистрілити в підлогу чи стіну, щоб відштовхнутися від них, але при цьому отримує поранення.
- Блискавкова рушниця (англ. Lightning gun) — запускає до цілі прямий потік електричних розрядів, який може простягатися на далекі дистанції. Вимагає білих боєприпасів. Для завдання серйозних ушкоджень ціль слід обстрілювати кілька секунд.
- Рейкова рушниця (англ. Railgun) — запускає заряд, що миттєво досягає цілі, завдаючи сильних ушкоджень. Вимагає зелених боєприпасів. Постріл рейкової гармати здатний пробивати кількох противників і досягає цілі на далеких дистанціях.
- BFG-10K — найруйнівніша зброя в грі, має швидку перезарядку, велику дальність ураження і завдає ушкоджень по площі. Вимагає блакитних боєприпасів. Попри ефективність, швидко витрачає боєзапас.

### Режими гри
Одинокористувацька гра — гравець повинен боротися з ботами впродовж шести основних рівнів (англ. tier — ланка, рівень), поділених на чотири арени. Окремо стоять нульовий і сьомий рівні, в яких по одній арені. Щоб пройти на вищий рівень, гравець мусить стати переможцем на всіх аренах попереднього, набравши найбільше фрагів.
Також в одиночній грі присутня емуляція мультиплеєра для гри з ботами не по мережі (~Skirmish, «сутичка»). Можна додати до 11-ти ботів, всі режими гри при цьому будуть такі ж як і в мультиплеєрі. Гравець може отримувати «медалі» за точні попадання, два фраги поспіль і т. д.
Багатокористувацька гра — має 4 режими з різними правилами:
- Смертельний матч (англ. Deathmatch) — кожен бореться сам за себе і має знищити якомога більше противників до вичерпання часу;
- Командний смертельний матч (англ. Team Deathmatch) — протистояння двох команд, червоної і синьої, які змагаються у вбивстві одна одної. Тут якщо гравець вб'є союзника, команді відніметься один фраг;
- Турнір (англ. Tournament) — турнір 1 на 1. Гравці борються парами по черзі за принципом «переможець грає з наступним»;
- Захоплення прапора (англ. Capture The Flag (CTF)) — мета кожної команди — захопити ворожий прапор і принести його на свою базу.

Можливо грати через LAN або Інтернет. Для протистояння нечесній грі використовується програма PunkBuster.

### Рушій Quake III
На час випуску гри рушій підтримував інноваційну 3D-технологію кривих Безьє, хоча ігровою громадськістю це було сприйнято більш як недолік, ніж перевага. Гравці, що звикли до битв в Quake 2, з великим небажанням переходили на третю частину гри, мотивуючи це незручністю, незвичністю і вимогливістю до ресурсів. Рушій не підтримує програмну растеризацію і вимагає графічного прискорювача (відеокарти) для роботи. Технологічним проривом було використання простих програмних шейдерів для задавання матеріалів.
19 серпня 2005 року компанія id Software опублікувала сирцевий код рушія гри (версія 1.32) під ліцензією GNU General Public License, як це було з рушіями Wolfenstein 3D, Doom, Quake та Quake 2. Трохи пізніше група розробників Icculus заявила про адаптацію рушія гри для різних платформ і внесення нових можливостей.

## Фабула
Події гри відбуваються на аренах, які створили для своєї розваги вадріґари, відомі як Повелителі Арени. На цих аренах, що формують окремий невеликий всесвіт, Нескінченну Арену, вадріґари збирають найвидатніших бійців усіх часів. Палі гладіатори відроджуються Повелителями і бої продовжуються, поки не буде визначено переможця, який повбиває противників найбільше разів.
Той, хто здобуде перемогу над усіма гладіаторами, врешті зустрінеться з Повелителем Ксаеро, якого можливо зуміє подолати. Вигравши всі бої, учасник у фінальному ролику увіковічнюється у статуї.

## Quake III: Team Arena
Гра має розширення під назвою Quake III: Team Arena, що вийшло 18 грудня 2000 року. Воно більш сфокусоване на багатокористувацькій грі, надає нову зброю, 20 арен, бонуси, ботів, режими і бонуси. Нові режими включають Захоплення єдиного прапора, Перевантаження і Жнець. Додаткові бонуси: Камікадзе (підриває бійця і всіх навколо) і Щит Невразливості (тимчасово захищає від атак і повертає їх в нападника). Для команд гравців передбачено особливі бонуси, що виникають на їхніх базах: Скаут (дає прискорення і захищає від ушкоджень при трюках), Подвоювач (подвоює силу того, хто допомагає скауту), Страж (збільшує здоров'я, броню і дає регенерацію) і Регенерація набоїв (відновлює боєзапас до максимуму). На аренах додалися нові об'єкти, такі як прапори, обеліски й типи телепортів. З'явилася можливість формувати клани — об'єднання з 5-и ботів чи 4-х ботів і одного гравця. Додана в розширенні зброя включає:
- Скорострільний кулемет (англ. Chaingun) — посилена версія кулемета, що відрізняється від стандартного вищою скорострільністю і так само має розкид влучань. Вимагає білих боєприпасів.
- Цвяхова рушниця (англ. Nailgun) — подібно до дробовика вистрілює флешетти впродовж кількох секунд, які завдають більше ушкоджень, ніж дріб. Вимагає ціанових боєприпасів.
- Міномет (англ. Proxmine) — вистрілює дрібні міни, які прилипають до першої поверхні, з якою стикаються. Вимагає рожевих боєприпасів. Гранати забарвлюються в колір команди, вороги підриваються на них, як на звичайних гранатах, тоді як на учасників своєї команди міни не реагують. За певний час міни самі вибухають, або можуть бути підірвані влучним пострілом.

Однокористувацька гра стала більш аркадною — гравець може обирати на якій карті та в якому режимі грати.

## Модифікації
Рушій Quake III виявився досить гнучким, що призвело до створення безлічі модифікацій (модів). Найбільшого поширення набули так звані турнірні модифікації, які спрощували процес проведення чемпіонатів і налаштовування клієнтської частини гри. Найпопулярнішими модами є exsessive plus, OSP та CPMA. Також досить популярним став DeFRaG, модифікація орієнтована на виконання різних трюків на час. У квітні 2000 року був випущений офіційний адон Quake III: Team Arena, він був орієнтований на командні бої, також з'явилися нові види зброї, моделі та павер-апи (англ. power-ups). Але аддон не отримав очікуваної популярності, тому що id розробляла його дуже довго і за цей час уже встигли з'явитися модифікації сторонніх розробників, які полюбилися публіці.

## Кіберспорт
Quake III, як і попередні ігри серії, здобула широке поширення в кіберспорті. Довгий час після виходу гри проводились багато змагань, як професійних так і любительських. Сильного удару по популярності гри завдало вилучення з ігрових дисциплін турніру World Cyber Games та припинення існування CPL. Майже остаточно була витіснена з професійного кіберспорту після виходу Quake Live.

## Саундтрек
Музика написана групами Front Line Assembly та Sonic Mayhem.
- Intro (1:51) — Front Line Assembly
- Deathmatch (3:17) — Front Line Assembly
- Hell's Gate (2:21) — Front Line Assembly
- Tier (2:14) — Front Line Assembly
- Lost Souls (2:00) — Front Line Assembly
- Old Castle (2:09) — Front Line Assembly
- Quad Damage (3:05) — Sonic Mayhem
- Sacrifice (2:22) — Sonic Mayhem
- Fraggot (3:36) — Sonic Mayhem
- Rocket Jump (3:16) — Sonic Mayhem
- Xaero (3:30) — Sonic Mayhem
- Battle Lost (0:51) — Front Line Assembly
- Battle Won / Credits (1:36) — Front Line Assembly

## Оцінки й відгуки
| Агрегатор    | Оцінка |
| ------------ | ------ |
| GameRankings | 84.13% |
| Metacritic   | 93     |

| Видання        | Оцінка |
| -------------- | ------ |
| Eurogamer      | 9/10   |
| GameRevolution | A-     |
| GameSpot       | 9.2    |
| IGN            | 9.3    |

Гра отримала високі оцінки і схвальні відгуки як гравців, так і критиків. Попри вимогливість до платформи, важливим нововведенням називалися криві поверхні. Більшість оглядачів зійшлися на думці, що Quake III була на свій час найкращою відеогрою для гри онлайн.
Оглядач GameSpot Джефф Ґерстман описав гру як видатну, відзначивши дизайн рівнів, чудові текстури, вражаючи спецефекти і озвучування зброї. Слабкими сторонами було названо озвучування коментатора, яке при багатокористувацький грі стає надмірним через велику кількість подій, про які коментатор повідомляє.
В IGN відзначили, що грі бракує оригінальності, проте радує її дизайн, зокрема текстури стін і рівні у відкритому космосі.
Багато критиків і пересічних гравців звертали увагу на велику кількість ботів, що мають різноманітні скіни, штучний інтелект противників, але набір зброї більшістю вважався передбачуваним, хоч і продуманим. Позиція Eurogamer звучала: «[гра] гранично збалансована і грається дуже добре». З переваг особливо схвалювалися можливість кастомізації рушія, що дозволяє створювати різноманітні нові карти й модифікації.